# Parexel
Parexel är ett biomedicinskt tjänsteföretag baserat i Waltham, Massachusetts. I mars 2006 gick ett Parexel-hanterat test av substansen TGN1412 fel, och resultatet blev kraftig inflammation och multipel organsvikt hos sex friska frivilliga försökspersoner i London. Preparatet hade tidigare testats i laboratorier och på djur.